# Ракита (биљка)
Ракита или црвена врба (лат. Salix purpurea) је врста која припада породици врба (лат. Salicaceae) и подкласи Dilleniidae.

## Опис
Црвена врба је жбунаста биљка, величине до 4, ретко до 10 метара. Образује гране које су танке, али веома савитљиве, са сјајном и глатком кором.
Боја грана варира од црвенкасте до маслинасто зелене. Пупољци су ситни, величине свега 3-5 милиметара. Боја пупољака такође варира, од црвеномрке код лисних, до жуте код цветних пупољака. Пупољци на гранама су голи и имају наспраман (пршљенаст) распоред.
Листови су прости, развијају се из црвеномрких пупољака. Лишће има ланцетаст облик, с тим што се јављају прелази од објајасто-ланцетасатог до линеарно-ланцетастог лишћа. Дужина листова се креће у распону од 4 до 9, ређе 11 цм, а ширина листова износи 2 цм. Листови се према врху нагло или постепено сужавају. У доњем делу листа се налази клинаста или полусрцаста база. Обод листа је у горњој трећини или половини назубљен.
Листови су на кратким лисним дршкама, до 5 милиметара дужине, или су седећи. Листови су у младости мање-више длакави. У листовима се накупљају материје горког укуса.
Salix purpurea је, као и све врсте породице Salicaceae, дводома биљка. Мушки и женски цветови се развијају на различитим индивидуама. Цветови су груписани у цвасти (инфлоресценције) које се означавају као ресе и у народну су познатије као „маце”.
Период цветања црвене врбе је од марта до априла месеца. Биљка цвета пре листања (каулифлорија) или скоро истовремено са листањем.
Мушке ресе су густе, цилиндричног облика и величине до 5 цм. У цветовима се налазе 2 прашника, сраслих филамената, што даје привид постојања само 1 прашника. Антере (прашнице) прашника су црвене боје. На цветовима се налази по једна, ситна нектарија.
Женске ресе су по грађи сличне мушким, само су уже и краће од њих. Обично су дуге од 2 до 4 цм, ретко дуже (до 6 цм). Женски цветови имају длакав, седећи тучак, белопепељасте боје, са веома скраћеним стубићем и црвеним жигом, који након опрашивања поцрни, заједно са црвеним антерама прашника у мушким цветовима. Цветови поседују и нектарије, које заузимају до 1/3 дужине плодника тучка.
Као плод се формира чаура. Она је длакава и отвара се пуцањем са два шава. Период плодоношења црвене врбе је од маја до јуна месеца.

## Станиште
Ракита расте углавном на влажним местима, поред река и потока. Стога јој одговара песковито до шљунковито тло. Често расте у шумама врба и топола, при чему ракита обично расте на ивицама ових шума.

## Распрострањеност
Црвена врба је врста чији је природни ареал већи део Европе и западне Азије, са северном границом у нивоу Британских острва, Пољске и Балтичких држава.
У Србији је прилично распрострањена.